# Răchita, Timiș
Prima așezare din Lunca Begheiului de Sus este atestată documentar din 1455 și din 1956  aparține de comuna Dumbrava. Ocupația de bază este agricultura, acesta putându-se observa și după renumele pe care o are localitatea în legumicultură. Biserica ortodoxă este construită în 1894 și este recent renovată. Este un sat bănățean care păstrează multe din vechile tradiții și obiceiuri populare. Amintim ruga satului la 8 septembrie și obiceiul colindelor de iarnă. Dubașii din Răchita sunt renumiți în tot județul. În sat mai întâlnim case de lemn vechi de peste 100 de ani.

Este străbătut de râul Bega care oferă felurite posibilități de recreere: excursii și pescuit.
Răchita este un sat în comuna Dumbrava din județul Timiș, Banat, România. Are haltă la calea ferată Lugoj-Ilia. Distanța pe cale ferată până la Făget este de 6 km, iar față de municipiul Lugoj este de 34 km.

## Legături externe

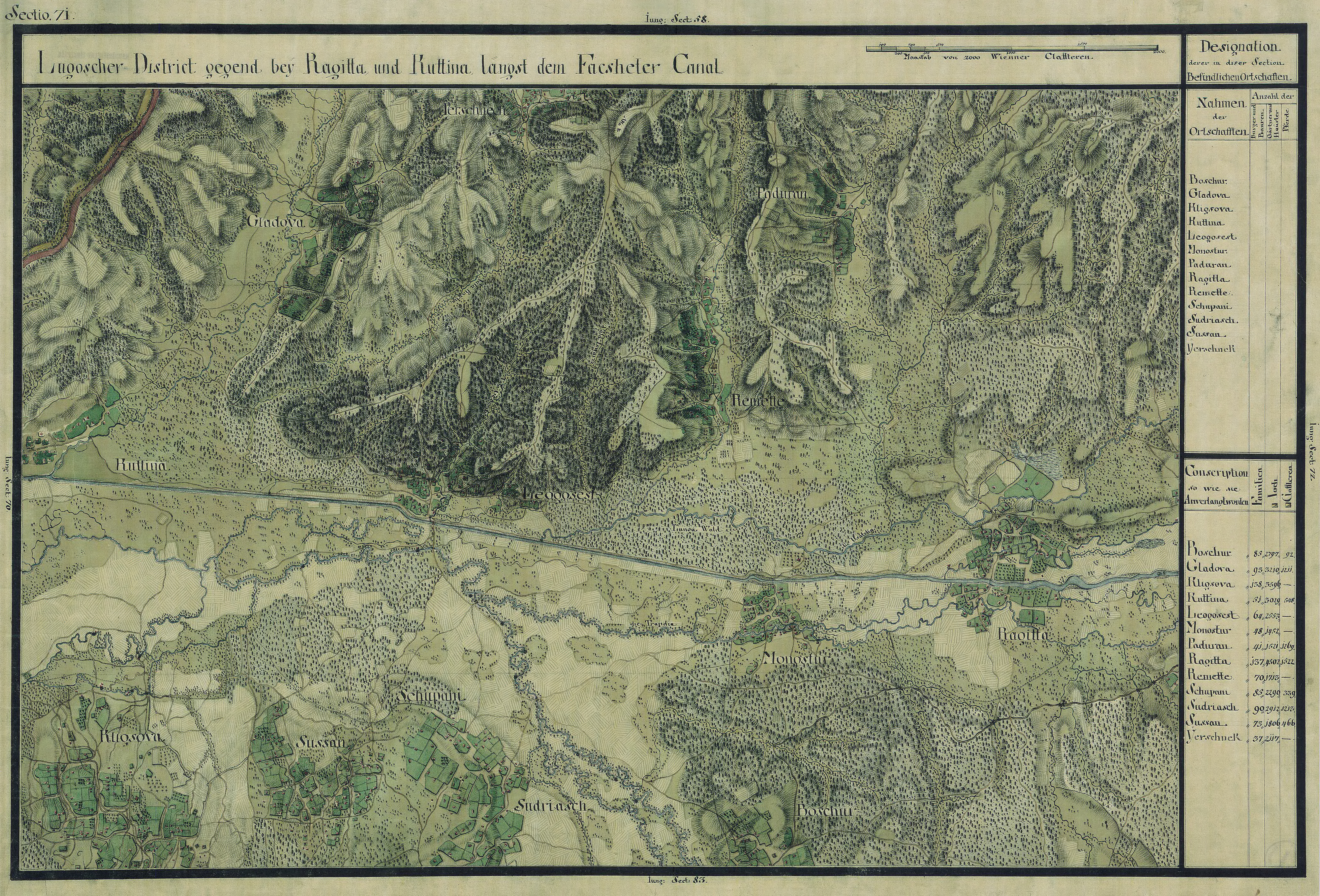
Răchita în Harta Iosefină a Banatului, 1769-72